# Anna Anachutlu
Anna Anachtulu, Anna Anachtoulu Mega Komnene (?–1342) – córka Aleksego II, cesarzowa Trapezuntu (z przerwą) od 17 lipca 1341 do 4 września 1342, następczyni Ireny Paleolog.

## Życiorys
Była najstarszą córką cesarza Aleksego II i jego żony – Gruzinki Dżiadżak Dżakeli.
Była początkowo zakonnicą, ale podczas nieudanych rządów cesarzowej Ireny, została zmuszona przez szlachtę do porzucenia zakonu i objęcia władzy. Została proklamowana cesarzową w Lazica i stamtąd ruszyła do Trapezuntu. Gdziekolwiek się pojawiła, ludzie przyłączali się do niej, a wreszcie dołączyły do niej oddziały wojskowe, wysłane przez króla Gruzji – Jerzego V Wspaniałego. Anna stanęła pod murami Trapezuntu 17 lipca 1341 i została przyjęta bez żadnego oporu, a Irena została szybko zdetronizowana.
Trzy tygodnie później przybyły galery z oddziałami pod dowództwem przewodniczących frakcji Scholarioi – Niketasa i Gregory'ego. Razem z nimi przybył wuj Anny – Michał Wielki Komnen, wybrany na męża dla obecnie obalonej Ireny przez regentów jej przyrodniego brata – cesarza Jana V Paleologa. Poddani Anny podzielili się, ale większość z nich nie chciała, by Michał został ich nowym władcą, dlatego uwięzili go w pałacu. W tym czasie oddziały Anny wraz z jej poddanymi splądrowały i zatopiły statki Bizantyjczyków. Następnego dnia Michał został wygnany do Oinaion, gdzie jego strażnikiem był wielki książę Jan Eunuch. Irena została wysłana do Konstantynopola.
Od tego czasu – przez pewien czas – rządy Anny były niczym niezagrożone, ale Anna i tak była tylko marionetką w rękach szlachty. W tym czasie Turcy napadli i splądrowali liczne wsie, a ludność zaczęła odwracać się od Anny.
Niketas i Gregory, przewodniczący frakcji Scholarioi, powrócili do Konstantynopola i przekonali swojego władcę, aby przekazał im młodego syna Michała Wielkiego Komnena – Jana. We wrześniu 1342 z pomocą Genueńczyków niewielkie siły Jana (zaledwie 5 galer) przybyło do Trapezuntu. Mimo że Anna i jej zwolennicy przygotowali obronę, to zdradzili ich zwykli prości ludzie, którzy poparli Jana. 4 września 1342 Jan został koronowany na cesarza Jana III Wielkiego Komnena. Scholarioi zabili zwolenników Anny, a ona sama została uduszona.